# Johannes Bauer (Pädagoge)
Johannes Bauer (* 1975 in Augsburg) ist ein deutscher Bildungsforscher und Hochschullehrer. 

## Leben und Wirken
Von 1995 bis 2002 studierte er Pädagogik an den Universitäten Augsburg und Regensburg (fachbegleitende Qualifikation in Sprecherziehung). Nach der Promotion 2008 zum Dr. phil. bei Regina H. Mulder und Hans Gruber an der Universität Regensburg und der Habilitation 2013 in Erziehungswissenschaft sowie Ernennung zum Privatdozenten an der TU München ist er seit Oktober 2016   W3-Professor für Bildungsforschung und Methodenlehre an der Erziehungswissenschaftlichen Fakultät der Universität Erfurt.

## Schriften (Auswahl)
- Learning from errors at work. Studies on nurses' engagement in error-related learning activities. 2008.
- als Herausgeber mit Christian Harteis: Human fallibility. The ambiguity of errors for work and learning. Heidelberg 2012, ISBN 978-90-481-3940-8.